# Прокофьев, Анатолий Сергеевич (главный редактор)
Анатолий Сергеевич Прокофьев (1924—2014) — советский и российский журналист, редактор, публицист. Заслуженный работник культуры РСФСР. Почётный гражданин города Рязани (1999). Почётный гражданин Рязанской области (2006).

## Биография
Родился 24 июня 1924 года в городе Рязани в семье служащего. 
С 1940 года после окончания Рязанской средней школы начал свою трудовую деятельность учеником слесаря, после получения квалификации работал слесарем 3-го разряда на Рязанском комбайновом заводе. С 1941 года после начала Великой Отечественной войны А. С. Прокофьев стал членом  комсомольско-молодёжного истребительного батальона при УНКВД Рязанской области, истребительный батальон занимался ликвидацией последствий бомбёжек, принимал участие в охране и обороне города. В 1942 году окончил заочное отделение Спасского педагогического училища. С 1942 года   призван в ряды Рабоче-Крестьянской Красной армии и направлен в действующую армию, участник Великой Отечественной войны в составе 44-го полка 15-й гвардейской стрелковой дивизии 57-й армии — комсомольский организатор полка. Воевал на Западном фронте и 3-м Белорусском фронте, участвовал в битве под Сталинградом, был участником освобождения Белоруссии и Литвы, участник взятия Кенигсберга, был ранен. С 1945 года был участником Советско-японской войны, участник разгрома Квантунской армии и освобождения Маньчжурии от японских милитаристов. 
В 1947 году был демобилизован из рядов Советской армии. С 1947 по 1951 работал  секретарём комитета ВЛКСМ Рязанского мотороремонтного завода и Рязанского комбайнового завода, позже был назначен — первым секретарём Октябрьского районного комитета ВЛКСМ и членом бюро Рязанского областного комитета комсомола. С 1951 по 1952 годы был назначен — заведующим отдела комсомольской жизни рязанской областной молодёжной газеты «Сталинец».
С 1952 по 1954 годы обучался в Центральной комсомольской школе при ЦК ВЛКСМ. 
С 1954 по 1961 годы — заместитель редактора и редактор рязанской областной молодежной газеты «Рязанский комсомолец». С 1958 года после окончания заочного отделения Высшую партийную школу при ЦК КПСС, без отрыва от редакторской деятельности был назначен — руководителем лекторской группы Рязанского областного комитета КПСС. С 1961 по 1966 годы —
руководитель Управления печати Рязанского областного исполнительного комитета Совета народных депутатов. С 1966 по 1987 годы, в течение двадцати одного года, А. С. Прокофьев был — главным редактором рязанской областной газеты «Приокская правда». 
С 1987 года вышел на пенсию, но продолжил заниматься общественной деятельностью: с 1987 по 1992 год — председатель комиссии Совета ветеранов, с 1992 по 1996 годы — заместитель председателя, с 1996 по 2006 годы — председатель правления Рязанского областного отделения Российского общественного благотворительного фонда ветеранов войны, труда и Вооруженных Сил. С 2006 года — председатель правления Рязанской общественной организации почётных граждан и председатель Рязанского областного Совета ветеранов журналистики.
21 апреля 1967 года «за достижения в области культуры» А. С. Прокофьеву было присвоено почётное звание — Заслуженный работник культуры РСФСР.
19 августа 1999 года А. С. Прокофьеву «за многолетний добросовестный труд, активную журналистскую деятельность, многоплановую общественную работу среди ветеранов войны, труда и Вооруженных Сил, патриотическое воспитание молодежи» было присвоено почётное звание — Почётный гражданин города Рязань.
14 сентября 2006 года А. С. Прокофьеву «за большой личный вклад в патриотическое воспитание подрастающего поколения» было присвоено почётное звание — Почётный гражданин Рязанской области.
Скончался 20 июня 2014 года в городе Рязани.

## Награды
- Ордена Отечественной война II степени (6.11.1985[3])
- Орден Трудового Красного Знамени
- Два Ордена Знак Почёта
- Медаль «За боевые заслуги» (9.08.1944[4])
- Медаль «За трудовое отличие»
- Медаль «За победу над Германией в Великой Отечественной войне 1941—1945 гг.»
- Медаль «За оборону Сталинграда»
- Медаль «За взятие Кенигсберга»
- Медаль «За победу над Японией»
- Медаль ордена «За заслуги перед Отечеством» I и II степени

### Звания
- Заслуженный работник культуры РСФСР (1967[2])
- Почётный гражданин Рязанской области (№ 362-пг от 14 сентября 2006 года[1])
- Почётный гражданин города Рязань (№ 328 от 19 августа 1999 года[1])

### Другие награды
- Медали ВДНХ (пять золотых и пять серебряных)
- Золотая медаль Советского фонда мира
- Медаль Международной организации журналистов имени Ю. Фучика